# Planet Jedward
Planet Jedward jest debiutanckim albumem Irlandzkiego zespołu Jedward. Został wydany przez Absolute Records, pomimo że zespół wydał swój pierwszy singiel "Under Pressure (Ice Ice Baby)" pod etykietą Sony Music.

## Lista utworów
1. "Under Pressure (Ice Ice Baby)" – 3:42 (feat. Vanilla Ice) (oryginalnie David Bowie, Queen i Vanilla Ice)
2. "All the Small Things" – 2:53 (oryginalnie Blink-182)
3. "Everybody" – 2:53 (oryginalnie Backstreet Boys)
4. "Ghostbusters" – 2:54 (oryginalnie Ray Parker Jr.)
5. "Fight for Your Right (To Party!)" – 3:20 (oryginalnie The Beastie Boys)
6. "I Want Candy" – 3:15 (oryginalnie The Strangeloves)
7. "Jump" – 3:19 (oryginalnie Kris Kross)
8. "I Like to Move It" – 3:43 (oryginalnie Reel 2 Real)
9. "Rock DJ" – 4:03 (oryginalnie Robbie Williams)
10. "Teenage Kicks" – 2:22 (oryginalnie The Undertones)
11. "Pop Muzik" – 2:41 (oryginalnie M)

## Notowania
| Notowania (2010)  | Najwyższe miejsce |
| ----------------- | ----------------- |
| Irish Album Chart | 1                 |
| UK Album Chart    | 17                |